# Гонсало Ф'єрро
Гонсало Ф'єрро (ісп. Gonzalo Fierro, нар. 21 березня 1983, Сантьяго) — чилійський футболіст, півзахисник, фланговий півзахисник, нападник клубу «Коло-Коло».
Виступав, зокрема, за клуби «Коло-Коло» та «Фламенго», а також національну збірну Чилі.
Переможець Ліги Каріока.

## Клубна кар'єра

### Коло-коло
Народився 21 березня 1983 року в місті Сантьяго. Вихованець футбольної школи клубу «Коло-Коло». Дебютував за команду в переможному (2:0) матчі проти «Кобрелоа» на «Міському стадіоні Калама», замінивши Марсело Еспіну в 4-му турі Апертури 2002 року. Того сезону він зіграв 4 матчі, а «Коло-Коло» дійшов до півфіналу, поступився в першому матчі з рахунком 1:2, а в матчі-відповіді — 0:2. У Клаусурі 2002 року Ф'єрро зіграв більше матчів, 12. А 16 листопада того ж року відзначисвя дебютним голом у програному «Кобрелоа» з рахунком 1:2 матчі національного чемпіонату. У другому матчі 1/4 фіналу Гонсало знову забив та допоміг своєму клубу здобути перемогу з рахунком 3:1. У фіналі Клаусури 2002 Ф'єрро допоміг здобути перемогу над клубом «Універсідад Католіка» з сумарним рахунком 5:2.
У другій половині 2005 року за рішенням головного тренера Рікардо Дабровські Гонсало починає грати в парі з іншим нападником, Ектором Тапія. Ф'єро провів прекрасний сезон, ставши разом з Сезаром Діасом Ескобаром з «Кобресалю» та Крістіаном Монтенісом з «Деспортес Консепсьйону» найкращими бомбардирами Клаусури (по 13 м'ячів). Проте, незважаючи на чудові індивідуальні доягнення, його клуб усе ж вилетів з плей-оф з «Деспортес Ла-Серена».

#### Успіхи з Боргі, бронзові нагороди та відхід
Наступного року команду очолив Клаудіо Боргі доклав величезних зусиль, завдяки чому «Коло-Коло» вдруге став переможцем Апертури й до того ж переграв у серії післяматчевих пенальті найпринциповішого суперника клубу, Універсідад де Чилі, автором одного з голів у ворота «Універсідаду» став Ф'єрро. З тих пір у складі команди Гонсало чотири рази стає переможцем національного чемпіонату, а в 2006 році став фіналістом Південноамериканського кубку.
Провів шість сезонів, взявши участь у 213 матчах чемпіонату. Більшість часу, проведеного у складі «Коло-Коло», був основним гравцем команди.

### Фламенго
Своєю грою за цю команду привернув увагу представників тренерського штабу клубу «Фламенго», до складу якого приєднався 2008 року. За 70 % трансферних прав на гравця бразильський клуб заплатив «Коло-Коло» 3 мільйони доларів. А вже 14 вересня того ж року дебютував за свою нову команду в чемпіонаті в матчі проти «Сан-Паулу». Проте свого першого голу в футболці «Фламенго» йому довелося чекати майже рік, допоки 12 липня 2009 року він не відзначився в нічийному (2:2) матчі проти все того ж «Сан-Паулу», цього ж року в Лізі Каріока він почав отримувати більше ігрового часу.
3 травня 2009 року Гонсало здобуває свій перший титул у футболці «Фламенго», після перемоги над «Ботафогу» «Фламенго» став переможцем Ліги Каріока 2009, того ж року команда стала переможницею бразильського чемпіонату.
В 2010 році, після завершення чемпіонату світу, був запрошений до «Бока Хуніорс» на прохання головного тодішнього тренера клубу, Клаудіо Боргі, який раніше працював з Гонсало в чилійському «Коло-Коло». Проте через старі проблеми зі здоров'ям, не зміг пройти медичне обстеження в аргентинському клубі й змушений був повернутися в «Фламенго». Загалом відіграв за команду з Ріо-де-Жанейро чотири сезони своєї ігрової кар'єри.

### Повернення в Коло-Коло

#### Повернення та нестабільне положення (перша частина 2012 року)
29 грудня 2011 року на сайті La Tercera повідомив про припинення співпраці між Ф'єрро та «Фламенго» та повернення Гонсало до  складу клубу «Коло-Коло». За інформацією ресурсу сторони підписали півторарічний контракт, до червня 2013 року. А 7 січня 2012 року він приєднався до клубу на передсезонному зборі разом з Пабло Контрерасом та почали готуватися на чолі з Іво Бесаєм до першого передсезонного товариського матчу проти «Депортес Консепсьйон» в Альтіплано. А вже 17 січня Ф'єрро дебютував після свого повернення й на 35-ій хвилині відзначився голом у переможному матчі (4:1).
Відтоді встиг відіграти за команду із Сантьяго 136 матчів в національному чемпіонаті.

## Виступи за збірну
2006 року дебютував в офіційних матчах у складі національної збірної Чилі. Наразі провів у формі головної команди країни 24 матчі, забивши 1 гол.
У складі збірної був учасником розіграшу Кубка Америки 2007 року у Венесуелі, чемпіонату світу 2010 року у ПАР, розіграшу Кубка Америки 2011 року в Аргентині.

## Титули і досягнення
- Переможець Ліги Каріока (2):

«Фламенго»:  2009, 2011
- Чемпіон Чилі (8):

«Коло-Коло»: 2002К, 2006А, 2006К, 2007А, 2007К, 2014К, 2015А, 2017
- Володар Кубка Чилі (1):

«Коло-Коло»: 2016
- Володар Суперкубка Чилі (2):

«Коло-Коло»: 2017, 2018